# Bucky Larson: Born to Be a Star
Bucky Larson: Born to Be a Star (bra: Dotado para Brilhar) é um filme de comédia estadunidense de 2011, produzido pela Happy Madison Productions e distribuído pela Columbia Pictures. Escrito por Adam Sandler, Allen Covert e Nick Swardson e dirigido por Tom Brady. O filme foi lançado em 9 de setembro de 2011.

## Elenco
- Nick Swardson como Bucky Larson
- Christina Ricci como Kathy McGee
- Edward Herrmann como Jeremiah Larson
- Kevin Nealon como Gary
- Don Johnson como Miles Deep
- Stephen Dorff como Dick Shadow
- Miriam Flynn como Debbie Larson
- Ido Mosseri como J Day
- Nick Turturro como Antonio
- Curtis Armstrong como Clint

## Recepção

### Resposta da crítica
O filme não foi pré-exibido para os críticos, e foi criticado em seu lançamento. No Rotten Tomatoes, o filme tem um índice de aprovação de 3% com base nas resenhas de 36 críticos, com nota média de 2,3/10. O consenso dos críticos do site chamou-o de “comédia severamente equivocada e inepta, incapaz de até mesmo contar sua única piada adequadamente”. No Metacritic, o filme recebeu uma pontuação média ponderada de 9 em 100, indicando "aversão esmagadora", com base nas resenhas de 13 críticos, tornando-o o lançamento amplo com pior crítica de 2011. É também recebeu o prêmio Moldy Tomato de filme com pior crítica de 2011 pelo Rotten Tomatoes. Audiências pesquisadas pelo CinemaScore deu ao filme nota "B" na escala de A a F.

### Bilheteria
Bucky Larson foi um fracasso de bilheteria, ganhando apenas US$ 1,4 milhão para chegar ao 15º lugar no fim de semana de estreia, tornando Bucky Larson o filme de Happy Madison de menor sucesso até hoje, tanto crítica quanto comercialmente. Após duas semanas de lançamento, o filme arrecadou um total de US$ 2,5 milhões, após o qual foi retirado das salas de cinema.
O orçamento do filme foi inferior a US$ 10 milhões.